# Josh Binstock
Josh Binstock (12 de janeiro de 1981) é um jogador de vôlei de praia canadense.

## Carreira
Josh Binstock representou, ao lado de Sam Schachter, seu país nos Jogos Olímpicos de Verão. Nos Jogos Olímpicos de Verão de 2016, terminando nas oitavas-de-finais.